# St. Lambertus (Süpplingen)

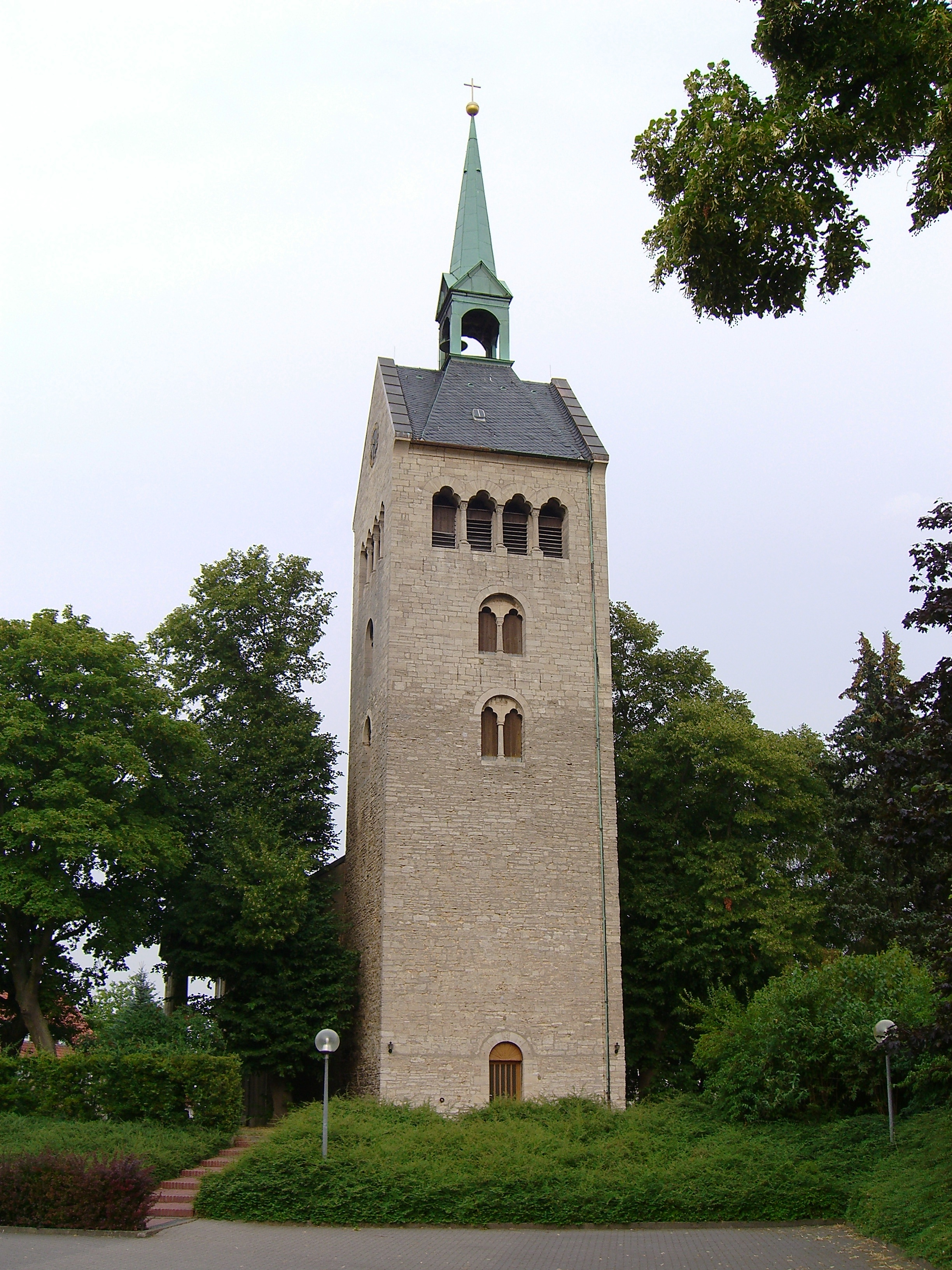
St. Lambertus

Die evangelisch-lutherische denkmalgeschützte Kirche St. Lambertus steht in Süpplingen, einer Gemeinde im Landkreis Helmstedt in Niedersachsen. Die Kirchengemeinde gehört zur Propstei Königslutter der Evangelisch-lutherischen Landeskirche in Braunschweig.

## Beschreibung
Die unteren Teile des spätromanischen Kirchturms im Westen sind aus Bruchsteinen gebaut, die oberen Teile dagegen aus Werksteinen. Unterhalb der als Tetraforien ausgebildeten Klangarkaden befinden sich Biforien in zwei Geschossen übereinander. Der Turm ist quer mit einem schiefergedeckten Satteldach bedeckt, aus dem sich ein Dachreiter erhebt, in dem die Schlagglocke der Turmuhr hängt. Das Kirchenschiff der klassizistischen Saalkirche wurde erst 1821–23 nach einem Entwurf von Carl Blumenstengel, einem Mitarbeiter von Peter Joseph Krahe, angefügt. An der Fassade im Norden befindet sich ein giebelbedeckter Portikus mit vier ionischen Säulen. 
Die Orgel mit 20 Registern, zwei Manualen und einem Pedal hat 1889 P. Furtwängler & Hammer gebaut.

## Geistliche
- Wolfdietrich von Kloeden (1932–2024), Pastor 1963–1978